# 半島マレーシア
座標: 北緯4度0分 東経102度30分 / 北緯4.000度 東経102.500度

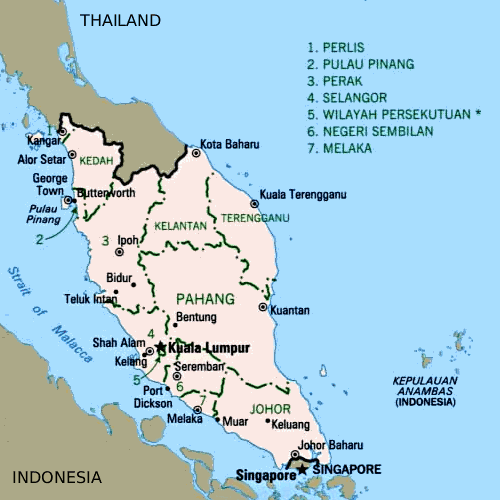
半島マレーシアの地図

半島マレーシア（マレー語: Semenanjung Malaysia）はマレーシアの一部で、マレー半島のマレーシア領部分と同半島周辺の島々から構成されている区域である。面積は130,598平方キロメートル (50,424 sq mi)。北側ではタイ王国と陸路で国境を接しており、南側ではシンガポールと国境を接している。また、東マレーシアと対比して西マレーシア（Malaysia Barat）とも呼ばれている。
マラッカ海峡を挟んで西側にはインドネシア領のスマトラ島が、南シナ海を挟んで東側には東マレーシア、あるいは島嶼マレーシアと呼ばれるボルネオ島北部が存在している。
半島マレーシアにはマレーシアの人口の約8割が居住しており、2015年でその人口は約2500万人である。

## 行政区画
半島マレーシアは11の州と2つの連邦直轄領によって構成されている。
- 北部地域: プルリス州、ケダ州、ペナン州、ペラ州
- 東海岸地域: クランタン州、トレンガヌ州、パハン州
- 中部地域: セランゴール州、クアラルンプール、プトラジャヤ
- 南部地域: ヌグリ・スンビラン州、ムラカ州、ジョホール州

## 名称

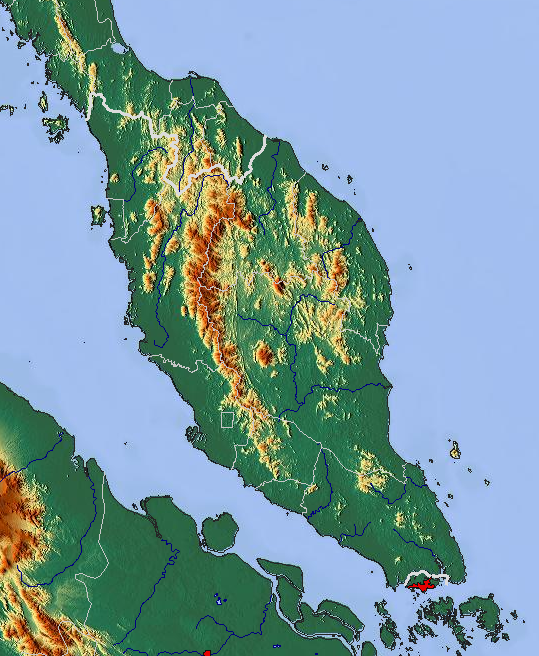
半島マレーシアの地図

マレーシアとは「『ムラユ』の国」の意味だが、この「ムラユ」(Melayu)という言葉自体は、サンスクリット語で「山脈のある土地」を意味する「マラヤドヴィパ (Malayadvipa)」を語源としている。これがマラヤに転じてスマトラ島の似た名称の河川の名前となって著名となり、東インド諸島周辺を指し示す語として広まった。1963年にマレーシアがマラヤ連邦、北ボルネオ、英領サラワク、シンガポールが合併して成立。この時にはフィリピンもかつてマレーシアと呼ばれていた地域であったためにマレーシアの名称を使うか考えたという。
半島マレーシアは西マレーシアあるいはマラヤとしても知られていた。使用頻度としては半島マレーシアが多く、西マレーシアの語は東マレーシアと別の国家であるかのように思われるため、マラヤの語はイギリス領時代の意味合いも含むためにあまり用いられなくなった。しかしながら、どの呼称も間違ったものではなく、マラヤの語も現在でも行政機関名などに見られ、例えばマラヤ高等裁判所、マラヤ大学、マレー鉄道（英語: Malayan Railway、マレー語: Keretapi Tanah Melayu）をあげる事が出来る。なおマラヤの語には1965年に独立したシンガポールも含まれるが、マラヤの州（States of Malaya）の語にはシンガポールは含まれない。
昨今でのマラヤの語の使われ方としては冗談めかしながら使われる事がほぼ全てで、Gempar satu Malaya!（全マラヤが震撼！）のように用いられる。

## 地勢
半島マレーシアの住民の多数はマレー人によって占められ、宗教はイスラム教が多い。しかし、華人やインド系の人口も多い。また、先住民族としてオラン・アスリが挙げられる。

## その他

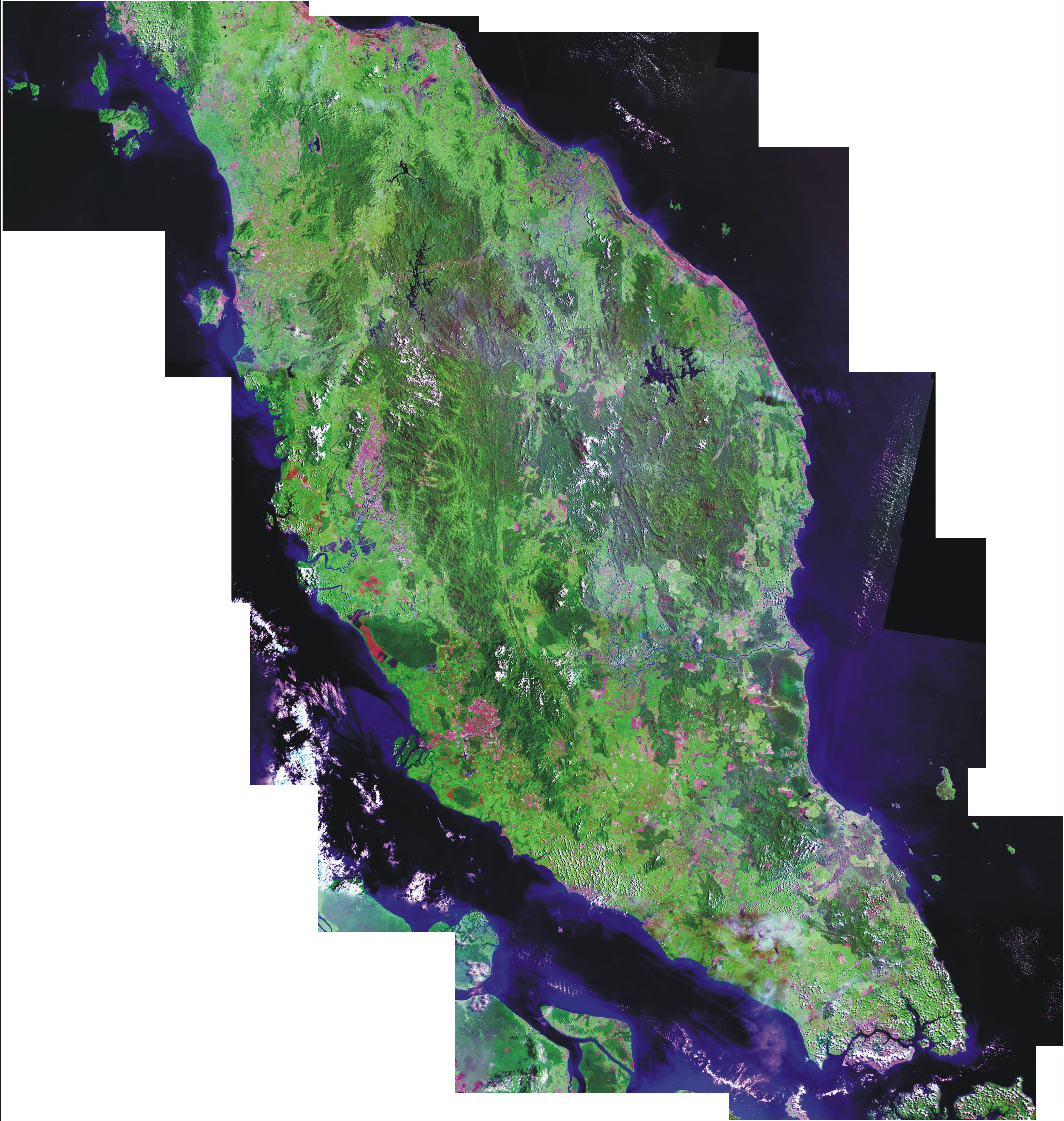
ランドサット画像

### 東海岸と西海岸
マレーシアにおいて東海岸とは、南シナ海に面したクランタン州、パハン州、トレンガヌ州を示し、すなわち東海岸地域と同一の地域をいう。それに対して西海岸の語には半島マレーシアの残り全ての州と連邦直轄領が含まれ、北部地域、中部地域、南部地域を合わせた3地域の事を示している。なお、ジョホール州は南シナ海にも面しているが東海岸に含まれる事はない。また、シンガポールを含める場合は西海岸に分類される。

### 東マレーシアと西マレーシア
東マレーシアと西マレーシアは、元々マラヤ連邦の成立以前から隔たりのある領域であるため、地理的な範囲を越えて顕著な差異がある。東マレーシアは裁判制度も異なる他、東マレーシアの州は本来のマラヤ諸州よりも高度な自治を有し、例えば、行き来する際にはイミグレーションで旅券の提示を求められる。これらの東マレーシアの独自の権利は、サラワク州の場合は18点合意、サバ州の場合は20点合意を締結したことによって、与えられたものである。